# Isla Media Luna (Georgias del Sur)
La isla Media Luna (en inglés: Crescent Island) es una isla pequeña, aproximadamente con una forma de media luna, bien pegado al sur de la isla Mollyhawk en la Bahía de las Islas, Georgia del Sur. Se trazó aproximadamente en 1912-1913 por Robert Cushman Murphy. Se encuestó y nombró en 1929/30 por el personal de Investigaciones Discovery.
La isla es administrada por el Reino Unido como parte del territorio de ultramar de las Islas Georgias del Sur y Sandwich del Sur, pero también es reclamada por la República Argentina que la considera parte del Departamento Islas del Atlántico Sur dentro de la provincia de Tierra del Fuego, Antártida e Islas del Atlántico Sur.